# Antonio de Arjona
Antonio de Arjona y Tamariz (Badajoz, 12 de mayo de 1810-Madrid, 20 de junio de 1873) fue un militar carlista español, que ejerció de representante de Carlos María Isidro de Borbón. Era hijo de José Manuel de Arjona, hombre de confianza de Fernando VII y tío de Emilio de Arjona, secretario del pretendiente Carlos VII.

## Biografía
Su padre, José Manuel de Arjona, persona de influencia en la Corte por su carrera y mérito personal, quiso que su hijo Antonio se dedicara a la carrera de las armas, y al efecto dispuso que tomara la instrucción suficiente y adecuada desde los primeros años. Debido a la disposición favorable del joven, a los catorce años era ya cadete del cuerpo de Artillería; a los quince alférez de la Guardia Real; a los diecinueve tenía el grado de capitán de caballería, y a los veintiuno era teniente de la Guardia Real.

### Primera guerra carlista
Después de haber servido a las órdenes del general Rodil, fue destinado, por real orden de 4 de marzo de 1834 (cuando tenía veinticuatro años de edad) a disposición del capitán general de Andalucía; pero desde Sevilla emigró a Portugal el 1 de abril, presentándose en el campo carlista en Fondón y fue nombrado capitán del regimiento granaderos a caballo de la guardia de Don Carlos. En Portugal siguió a su rey hasta la capitulación de Évora, y luego pasó a Inglaterra, Alemania y otros puntos del extranjero, viniendo por Francia a unirse al ejército carlista vasco-navarro, comenzada ya la guerra civil. Se presentó en febrero, y el 6 de marzo fue declarado comandante de escuadrón, tomando parte, a las órdenes de Zumalacárregui, en las acciones de Larraga, Arroniz y Aldama.
El mismo Zumalacárregui le llamó a sus inmediatas órdenes a los pocos días, prendado de aquel valor y aquella simpatía que tantos triunfos le habían de conquistar andando el tiempo, y asistió a los combates de las Amézcuas y del puente de Artaza, al sitio de Villafranca de Guipúzcoa, a la toma de Ochandiano y a la célebre sorpresa de Descarga, donde el ejército de Espartero fue desbaratado, y este apenas logró salvarse cruzando por entre las lanzas de sus enemigos. Arjona asistió asimismo al primer sitio de Bilbao, y su mérito en aquella terrible epopeya, que terminó con la noche de Luchana, el 24 de diciembre, no consistió sólo en el denuedo con que acometía en los momentos de peligro, sino en el acierto con que desempeñaba las comisiones más delicadas, ya entrando en la plaza varias veces como parlamentario, ya llevando al cuartel de Don Carlos comunicaciones y oficios de interés.
Después de la inesperada muerte de Zumalacárregui, asistió a los hechos de armas de Castrejana, Mendigorría, Miranda de Ebro, Los Arcos y otros muchos, habiendo sido ascendido a primer ayudante de Estado Mayor general el 8 de junio de 1835.
Desde el campo de batalla de Amezagaña pasó en comisión cerca de Bilbao, y le tocó asistir al desenlace del conflicto en que España y Europa toda tenía fijos los ojos; y en aquella lúgubre noche, después del combate de Luchana, en el cual tomó parte mandando la brigada valenciana, en medio de la confusión, del desorden inmenso que la derrota introdujo en el campo carlista, Arjona tuvo el ánimo bastante sereno y el corazón bastante tranquilo para salvar la artillería del furor de los vencedores.
Tras organizarse la expedición de Don Carlos, Arjona tomó parte en ella, siendo nombrado secretario militar de campana del Infante Don Sebastian Gabriel, con quien asistió a las batallas sangrientas de Huesca y Barbastro, y a las acciones de Sampedor, Cherta, Chiva, Mosqueruela y otras; en esta última recibió dos heridas graves, y teniéndose en cuenta el valeroso comportamiento de Arjona, éste fue ascendido a brigadier, y obtuvo una condecoración.
No completamente curado, asistió a los encuentros de Teruel, Vallecas, Aranzueque, Aranda de Duero y Retuerta; y retirado ya, por consecuencia de tantos descalabros, el segundo cuerpo de la expedición carlista, el brigadier Arjona recibió comisión para ir a la sierra en busca del primero, y forzando una marcha con pocos jinetes, pudo incorporarse, regresando por el valle de Mena, el 24 de octubre do 1837. Disuelto el cuerpo que mandaba Don Sebastian, cesó Arjona en su encargo de secretario militar de campaña, y obtuvo licencia para Cestona, por el mal estado de sus heridas, y en tal situación le encontró el Convenio de Vergara, al cual no se adhirió, emigrando, por lo tanto, a Francia.
Extinguidas ya las postreras llamaradas de la guerra, en julio del año 1841, Arjona pidió licencia para entrar en España de paisano, y le fue concedida; viviendo como tal hasta que, publicado el decreto de revalidación, se acogió a él para legalizar su situación y hallar los recursos que necesitaba para trabajar por el carlismo en el terreno político. Destinado de cuartel en Madrid, fue una suerte de embajador de la corte de Don Carlos en la de Isabel II.

### Carlismo político
En 1844 fundó el periódico La Esperanza, cuya principal misión consistió en trabajar sin descanso para conseguir la fusión de las dos ramas borbónicas de España, en virtud del matrimonio de Isabel II con su primo el Infante Don Carlos Luis, primogénito de Don Carlos María Isidro, que había heredado ya, por abdicación de éste, «los derechos que su nacimiento y la muerte de Fernando VII le dieran».
No se realizó dicha unión, y el partido carlista se lanzó de nuevo al campo de batalla en 1847 y 1848, 1855 y 1860. En ninguna de estas revueltas se presentó el brigadier Arjona, siendo desterrado por el gobierno liberal a Palma y la Coruña.
A principios de la década de 1850 la propiedad de La Esperanza pasó de Arjona a Pedro de la Hoz, lo que suscitó un pleito entre ambos. Por esta razón, Arjona se separó del periódico. No obstante, se reconciliaría con La Hoz pocos años después.
Consumada la revolución de 1868, Arjona se preparó a trabajar sin descanso por el triunfo de su causa, representada en aquel entonces por Don Carlos de Borbón y de Este, quien le nombró capitán general de Andalucía.
En 1871 fue candidato a diputado a Cortes por Marchena.

### Tercera guerra carlista
Arjona, que ya era conocido en aquella región, fue bien recibido, y según la biografía que le dedicó en La Ilustración Española y Americana un íntimo amigo suyo, habría asegurado muchas veces que toda Andalucía era suya, que la justicia de su causa había conmovido todos los corazones. Pero al estallar la tercera guerra carlista, Andalucía, como otras provincias de España, no respondió al llamamiento.
En abril de 1872 se vio obligado a salir de Madrid. Fue encausado como conspirador, por lo que tuvo que permanecer oculto, refugiándose en diversos pueblos.
De acuerdo con la mencionada biografía, tras el fracaso del alzamiento en el momento decisivo, Arjona fue objeto de acusaciones miserables de «los ojalateros del partido carlista», y se vio en una penosa situación, «gravemente comprometido, recluso y desesperado con tan amargo desengaño», que le llevaría a enfermar mortalmente. Convencido de la gravedad de su mal, fue a Madrid arrostrando por todo, deseoso de morir en el seno de su familia.
Asistieron a su funeral en la iglesia de las Comendadoras de Santiago más de 200 personas de las más notables de todos los partidos, contándose entre ellas varios generales y jefes de alta graduación.